# Усцянкі (Августівський повіт)
Усцянкі (пол. Uścianki) — село в Польщі, у гміні Августів Августівського повіту Підляського воєводства.
Населення — 83 особи (2011).
У 1975-1998 роках село належало до Сувальського воєводства.

## Демографія
Демографічна структура станом на 31 березня 2011 року:
|          | Загалом | Допрацездатний вік | Працездатний вік | Постпрацездатний вік |
| -------- | ------- | ------------------ | ---------------- | -------------------- |
| Чоловіки | 44      | 17                 | 22               | 5                    |
| Жінки    | 39      | 10                 | 21               | 8                    |
| Разом    | 83      | 27                 | 43               | 13                   |